# Comuna Nesterenkî
Nesterenkî (în ucraineană Нестеренки) este o comună în raionul Poltava, regiunea Poltava, Ucraina, formată din satele Berezivka, Holovkî, Hontari, Mariivka, Nesterenkî (reședința), Stupkî, Susidkî și Vasîlți.

## Demografie
Componența lingvistică a comunei Nesterenkî
     Ucraineană (96,57%)
     Rusă (3,18%)
     Alte limbi (0,26%)
Conform recensământului din 2001, majoritatea populației comunei Nesterenkî era vorbitoare de ucraineană (96,57%), existând în minoritate și vorbitori de rusă (3,18%).